# ETA (фабрика)
ETA S.A. — швейцарская фабрика, специализируется на производстве механических и кварцевых механизмов и запчастей для механизмов. Входит в состав The Swatch Group Ltd.

## История
Компания ETA образовалась в результате объединения нескольких независимых фабрик по производству механизмов и запчастей к ним.
В 1793 году Isaac и David Benguerel вместе с Julien и François Humbert-Droz основали первую фабрику по производству базовых механизмов ( ébauche, т.е. незавершенный механизм, состоящий из главной пластины, мостов, колесной передачи, заводного и переводного механизмов, а также регулятора), а в 1856 году Урс Шилд и доктор Жирар основали в Гренхене фабрику по производству базовых механизмов и часов, которая и положила начало фабрике ETA.
В 1926 году ETA, FHF (фр. Fabriques d’Horlogerie de Fontainemelon, основана в 1816 году) и AS (A. Schild SA, основана в 1896 году), вместе с другими компаниями принимают участие в создании Ebauches SA.
С началом Второй мировой войны, несмотря на трудности, производство базовых механизмов продолжалось, и ETA стала лидером в этой области.
В 1978 году произошло слияние компаний ETA и AS, благодаря чему расширился диапазон производимых калибров механизмов.
В 1979 году начался выпуск камертонов для кварцевых резонаторов на одном из подразделений ETA, которое затем было выделено в отдельную компанию Micro Crystal.
В 1982 году в связи с экономическим кризисом, была упрощена структура компаний ETA, FHF и EEM (Ebauches Electroniques Marin, основана в 1970 году и специализируется на базовых кварцевых и электронных механизмах). Главное руководство теперь стало располагаться в Гренхене.
В 1985 году, после окончания внутренних реорганизаций, ETA целиком взяла на себя функции компании Ebauches SA.

## Разработки
- 1969 год — прорыв в часовой промышленности: автоматизация установки часовых камней
- 1975 год — компания выпустила в серийное производство самый тонкий мужской механизм с автоподзаводом, центральной секундной стрелкой и указателем дней (калибр 2892)
- 1976 год — выпущен в серийное производство кварцевый механизм из серии FLATLINE, с центральной секундной стрелкой, указателем дней и высотой 3.6 мм (калибр 940)
- 1981 год — два достижения в серийном производстве: кварцевый механизм из серии FLATLINE II с толщиной 2.5 мм и кварцевый механизм из серии Elegance, с тощиной всего 0.98 мм (калибр 210)
- 1983 год — механизм из серии FLATLINE III с толщиной меньше 2мм
- 1990 год — разработан новый механический механизм с автоподзаводом с вечным календарём (калибр 2890)
- 1991 год — инженеры компании представили новый кварцевый механизм с вечным календарём, запрограммированный до 2099 года (калибр 252)
- 1992 год — два достижения: выпущен тонкий женский механический механизм с автоподзаводом (калибр 2000), а также запущена серия кварцевых механизмов ECOLINE, которые сделаны из синтетических материалов (калибры 800—805)
- 1993 год — запущена серия кварцевых механизмов NORMFLATLINE: комбинация металлических и синтетических частей (калибр 902)
- 1996 год — ещё два достижения: выпущен механизм Autoquartz (калибр 205.111), являющийся кварцевым механизмом с функцией автоподзавода (механизм впервые использовался компанией Tissot), а также автоматический хронограф с диаметром 28 мм и высотой всего 6.1мм
- 1997 год — выпущен кварцевый механизм с солнечной батареей, встроенной в циферблат, а также с литий-ионным аккумулятором, позволяющим работать до 100 дней без подзарядки (калибр 955.812)
- 1998 год — серия ECOLINE пополняется новым кварцевым хронографом, сделанным из синтетических материалов (калибр G10.711), так же серия NORMFLATLINE пополняется механизмом с высотой 1.35 мм, разработанным специально для ювелирных часов
- 2000 год — появилась новая серия кварцевых механизмов TRANDLINE среднего ценового диапазона, замещающая четыре калибра серии NORMFLATLINE. Все механизмы с золотым покрытием, с тремя стрелками, календарём и имеют индикацию разряженной батареи (EOL, end-of-life)

## Механизмы
Ценовой диапазон выпускаемых калибров очень велик, поэтому компания разделила механизмы на серии, в зависимости от свойств и назначения

### Mecaline Specialities
Это серия так называемых резервированных калибров, то есть механизмов, оптовая торговля которыми разрешена только внутри Швейцарии часовым производителям. Включает в себя механические калибры как с ручным, так и с автоматическим подзаводом и могут оснащаться разнообразными функциями: указатели даты, дня недели, месяца, фаз Луны, запаса хода, функции хронографа, временной зоны. Размеры механизмов от 19.40 мм до 36.00 мм в диаметре, и с высотой от 2.50 мм до 7.90 мм.
Как правило, это механизмы разрабатываемые подразделением Valjoux, которые стоят в часах высокой и премиум ценовой категории.

### Mecaline
В эту серию входят механические калибры с ручным и автоматическим подзаводом. Механизмы могут оснащаться функциями указателя даты и недели. Размеры механизмов от 17.20 мм до 36.60 мм в диаметре, и с высотой от 3.35 мм до 6.20 мм.
Механизмы этой серии стоят в часах всех категорий, но в часах более престижного класса обычно их дорабатывают и могут добавлять дополнительные функции.

### Thermoline
В эту серию входят кварцевые хронометры с термокомпенсацией. Все механизмы оснащены функцией индикации разряженной батареи (EOL). Размеры механизмов от 19.40 мм до 30.00 мм в диаметре (кроме прямоугольного кварцевого хронографа), с высотой от 2.50 мм до 5.00 мм.

### Flatline
В эту серию входят кварцевые механизмы с золотым покрытием и оснащены функцией индикации разряженной батареи (EOL). Представлены как круглые механизмы, так и прямоугольные и в форме бочки. Эта серия отличается маленькой высотой механизма (относительно функциональности и размера) от 0.98 мм до 6.90 мм.
Механизмы как правило используются в часах выше средней категории, а также в золотых часах.

### Normflatline
В эту серию входят кварцевые механизмы, состоящие как из металлических, так и синтетических деталей, что уменьшает их стоимость. Все механизмы с золотым покрытием и оснащены функцией индикации разряженной батареи (EOL). Представлены как круглые механизмы, так и прямоугольные и в форме бочки, с высотой от 1.80 мм до 4.60 мм.
Это наиболее популярная серия механизмов и обычно используется в часах всех категорий, кроме престижной.

### Trendline
В эту серию входят кварцевые механизмы экономичного направления, как правило используются при массовом производстве часов.
Все механизмы с золотым покрытием, оснащены тремя стрелками и функцией индикации разряженной батареи (EOL). Размеры механизмов от 17.20 мм до 30.00 мм в диаметре и с высотой от 2.20 мм до 3.60 мм.
Такой же комплект механизмов с аналогичными функциями входит в серию NORMLINE, единственным отличием которой является то, что сборка механизмов производится не в Швейцарии, а в Китае, что ещё больше удешевляет производство за счёт снижения качества сборки.
Механизмы этой серии обычно используются в часах низкой и средней ценовой категории.

### Fashionline
В этой серии представлены «одноразовые» кварцевые механизмы, почти целиком сделанные из синтетических материалов, которые при поломке подлежат не ремонту, а замене. Все механизмы оснащены функцией индикации разряженной батареи (EOL). Представлены механизмы широкого диапазона функциональности: от простых механизмов с тремя стрелками, до хронографов с будильником.
Некоторые механизмы с аналогичными функциями входят в серию ECOLINE, единственным отличием которой является то, что сборка механизмов производится не в Швейцарии, а в Китае, что ещё больше удешевляет производство за счёт снижения качества сборки.
Механизмы этой серии обычно используются в часах низкой и средней ценовой категории, а также в фэшн-часах.

### Эксклюзивные калибры
ETA так же производит специальные калибры, разработанные для конкретных часовых компаний:
- L688.2 (механический) для Longines — хронограф с колонным колесом и автоподзаводом.[11]
- T-Touch (кварцевый) для Tissot — хронограф, альтиметр, термометр, компас, барометр.
- Powermatic 80 (механический) для Tissot и Certina — хронометр.

## Компании, использующие механизмы ETA
На сегодняшний день компания ETA является одним из крупнейших мировых производителей часовых механизмов.
Механизмы ETA обычно используются часовыми компаниями среднего и высокого ценового диапазона, такими как Tissot, Hamilton, Mido, Certina, Longines, Rado, Oris, Epos, Frederique Constant, Maurice Lacroix, Louis Erard, Raymond Weil, Sinn, TAG Heuer, Breitling, Chopard, IWC, Omega, Officine Panerai, U-BOAT, Victorinox, Bernhard H. Mayer.
Компании высокой и премиум категории как правило закупают базовые механизмы ( ébauche) и дорабатывают их самостоятельно. Кроме того, фабрика ETA выбивает логотип часовой компании на инерционном грузе механических часов.